# Cathédrale Notre-Dame de Sées
Cette  cathédrale n’est pas la seule cathédrale Notre-Dame.
La cathédrale Notre-Dame de Sées (parfois orthographiée Séez), originellement consacrée à saint Gervais et saint Protais, est une cathédrale de style gothique, située à Sées, près d'Alençon dans l'Orne, qui est le siège du diocèse correspondant à ce département.
Elle fait l’objet d’un classement au titre des monuments historiques depuis 1875.

## Histoire

### Les précédentes cathédrales
Saint Latuin, premier évêque de Sées, fonde la première cathédrale vers 440. Dédiée à Notre Dame puis à saint Gervais et saint Protais, ce n'est qu'un petit édifice. La présence d'un groupe cathédral à Sées n'est pas certain, mais la présence au sud de la cathédrale des restes de l'église de Notre-Dame-du-Vivier du XIIIe siècle pourrait s'y rattacher. La double dédicace à l'Assomption de la Vierge et aux saints Gervais et Protais serait dû à la réunion de deux églises du groupe épiscopal : l'église de l'évêque dédiée à la Vierge et l'église des fidèles dédiée aux frères martyrs. La première église dédiée à saint Gervais était au cœur de la cité, occupant la partie orientale de l'actuelle cathédrale, à l'emplacement d'un temple païen selon les fouilles réalisées au XIXe siècle. La cathédrale carolingienne est détruite lors des incursions vikings en 878 ou en 910.
Azon le Vénérable (v. 986-1006) reconstruit la cathédrale,. Il la relève vers 986 des ruines en utilisant les pierres provenant des fortifications de la ville,,.
En 1048, Guillaume Soreng et ses trois fils entrent en rébellion contre l'évêque de Séez, Yves de Bellême. Ils seraient, selon G. Louise, des membres de la famille de Bellême, partisans de Guillaume II Talvas, face à Arnoul[Qui ?] et Yves de Bellême. Ils réunissent une troupe de bandits qui ravage la région avant de s'emparer de Sées et de sa cathédrale Saint-Gervais. Selon les mots d'Orderic Vital, ces hommes ont transformé la cathédrale en caverne de voleurs, en écurie pour les chevaux et en lupanar. Yves doit donc mener un siège et tente de déloger ses adversaires réfugiés dans une tour. Il ordonne de mettre le feu aux maisons voisines mais le feu se propage et gagne la cathédrale qui se trouve en grande partie détruite.
La cathédrale reçoit rapidement une nouvelle couverture et est dédicacée le 2 janvier 1050. Mais les murs, fragilisés par l'incendie, ne tiennent pas longtemps avant de céder.
Quand en 1049, le prélat assiste au concile de Reims, le pape Léon IX s'en prend violemment à lui pour avoir incendié la cathédrale,. En pénitence, Yves est contraint de la restaurer. Pour trouver les importantes ressources nécessaires au chantier, il quitte la Normandie et ose un voyage lointain pour quêter dans les Pouilles, et même à Constantinople, où sont installés de nombreux Normands enrichis. De son voyage, il ramène une somme considérable et une relique de la Vraie Croix, don de l'Empereur[Lequel ?]. Vers 1053, il commence le chantier de construction de la nouvelle cathédrale, mais n'en verra pas la fin. Sa consécration n'aura lieu que le 21 mars 1126 sous l'épiscopat de Jean de Neuville,. En 1174, au cours des guerres qui opposent Henri II et Louis VII, la cathédrale est une nouvelle fois incendiée,.

### La cathédrale actuelle
La majeure partie de la cathédrale actuelle est édifiée à partir de 1210. Le manque de moyens oblige à négliger les fondations. Le chœur, les chapelles et le transept sont commencés dans le troisième quart du XIIIe siècle et terminés au début du XIVe siècle, comme l'atteste l'épitaphe dans le chœur de la cathédrale, qui présente Jean de Bernières (1278-1293) comme le constructeur de la cathédrale. Elle est consacrée le 27 septembre 1310 par l'évêque Philippe Le Boulenger (1294-1315).
La cathédrale subit de nombreux dommages au cours de la guerre de Cent Ans (1353, 1375) et des guerres de religion,. La cathédrale est de nouveau consacrée à la suite de profanations et d'une réhabilitation en 1494.
Au XVIIIe siècle, le mauvais état de l'édifice oblige l'évêque Jacques Lallement (1728-1740) à en fermer l'accès en 1740. Elle est la seule cathédrale du gothique normand à ne pas posséder de tour érigée au-dessus de la croisée du transept (comme les tours lanternes de Rouen, Évreux, Coutances et Lisieux, ainsi que la tour centrale de Bayeux), celle-ci ayant été détruite au cours du XVIIIe siècle alors que de nombreuses parties de l'édifice menaçaient ruine. Jean-Baptiste du Plessis d'Argentré (1776-1791) charge l'architecte Joseph Brousseau de la restauration de la cathédrale,. Il est également chargé de la reconstruction du palais épiscopal,.

### Les différentes campagnes de restauration et consolidation
Des travaux de consolidation ont lieu au XVIe siècle, qui raccourcissent d’une travée la longueur de la nef. Deux contreforts sont construits pour étayer la façade ouest qui menace de s’écrouler.
Au XVIIIe siècle, alors que l’architecte Brousseau est chargé des travaux de restauration sur la cathédrale, il constate le déversement de la nef vers le nord. Il construit pour y remédier, de 1780 à 1784, un double contrefort sur la quatrième travée nord.

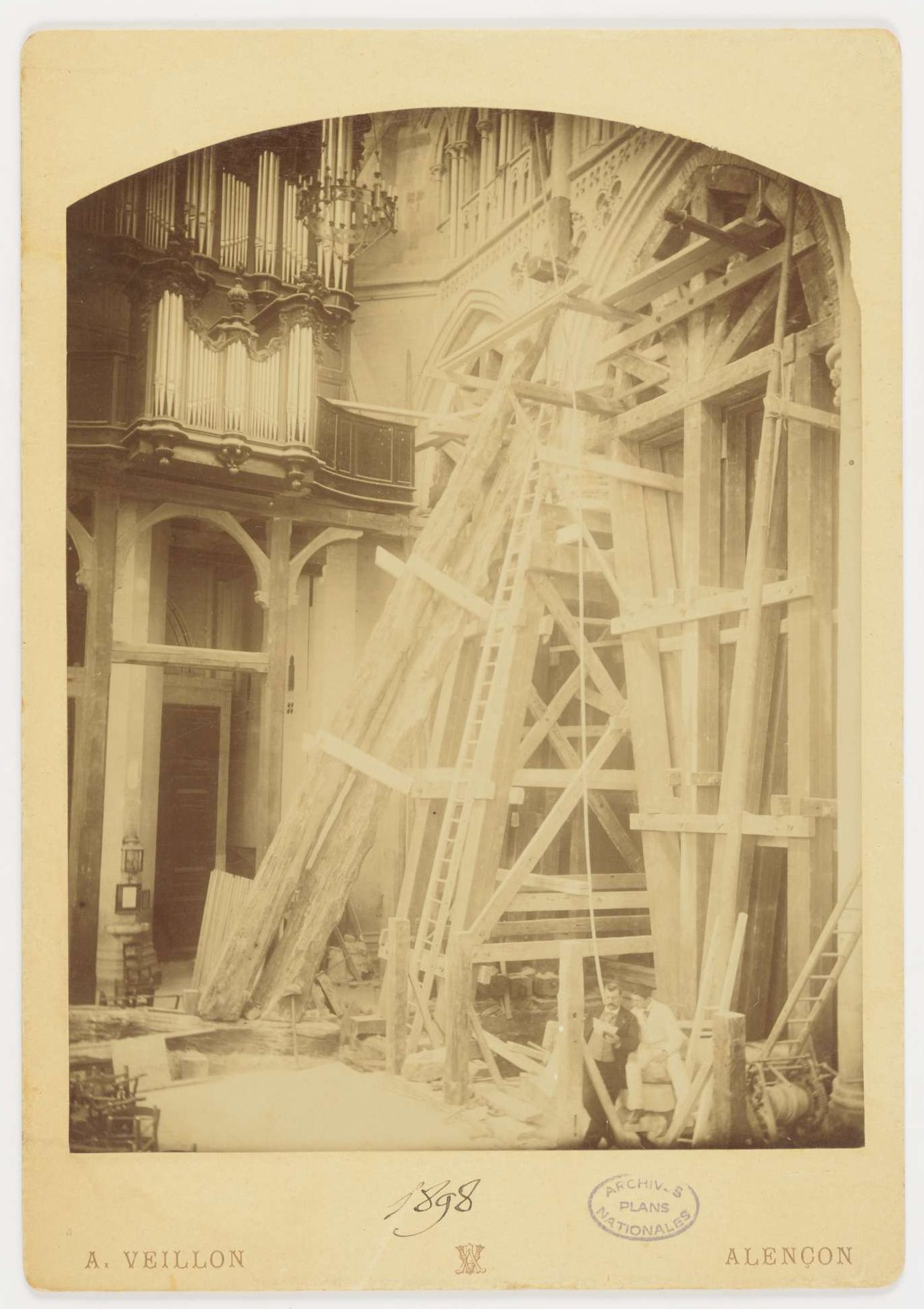
Reconstruction de la nef (1898).

La cathédrale fait l'objet au cours du XIXe siècle d'une grande campagne de consolidation et de restauration. Dès 1817, l’architecte Alavoine encastre la façade dans un énorme massif pour la consolider. Des colonnettes et pinacles en fonte de fer sont utilisés. Les architectes Delarue et Dedaux qui lui succèdent poursuivent les travaux engagés. Les contreforts de la nef sont repris, à la suite de l’apparition de lézardes et de la progression du déversement des contreforts. Cette opération s’est effectuée en deux campagnes, de 1832 à 1838 pour les contreforts nord, de 1844 à 1850 pour ceux côté sud. Ils reconstruisent également la flèche de la tour sud suivant le modèle de la tour nord.

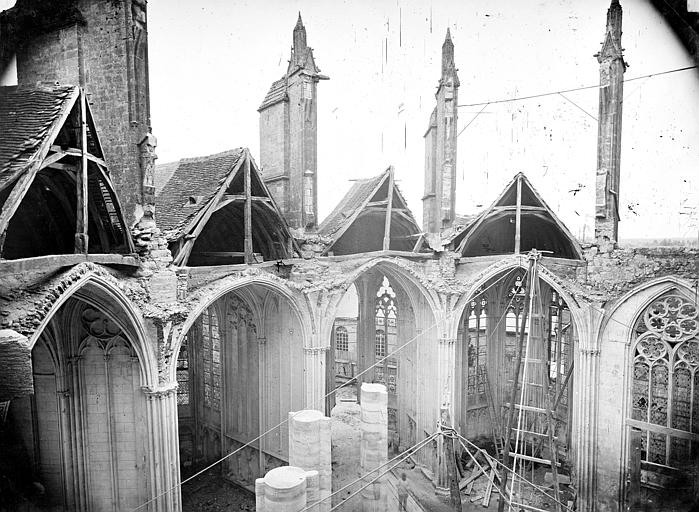
Les travaux de restauration du chœur en 1878.

En 1849, l’architecte Victor Ruprich-Robert, un disciple de Viollet-le-Duc, est nommé pour diriger les travaux de restauration. Il constate au cours de fouilles que l’instabilité de l’édifice est due aux remblais successifs, issus de ses différentes reconstructions. Ainsi, sur le site de la cathédrale se superposent les restes d'un édifice gallo-romain, les cendres de la première cathédrale, les débris de la deuxième et une couche de matériaux brûlés et détruits.
Le mauvais état du chœur et du transept oblige à reprendre entièrement leurs façades. La restauration du transept sud est terminée en 1856. Il faut attendre 1869 avant que Ruprich-Robert poursuive la restauration avec le bras nord du transept. À cette occasion, la sacristie du XVIIIe siècle est démolie. La trop grande attente et son mauvais état oblige Ruprich-Robert à démolir totalement le chœur. Après avoir créé des fondations allant jusqu'à huit mètres de profondeur pour certaines, il restitue les lieux parfaitement avec les pierres qui avaient été démontées. La fidélité de la reconstruction est totale, à part quelques exceptions comme l'allongement d'une travée de la chapelle axiale et la suppression des adjonctions faites aux XVIe et XVIIIe siècles. C'est par son action que la cathédrale échappe à « la ruine dont [elle] était menacé depuis longtemps » selon Viollet le Duc. À la mort de Ruprich-Robert, c'est l'architecte Petitgrand qui poursuit les travaux et achève la reconstruction du chœur.
En 1978, les flèches sont restaurées.
Si la structure de la cathédrale est bel et bien ancienne, on peut estimer qu'un peu plus de la moitié des parements extérieurs date du XIXe siècle.

## Dimensions

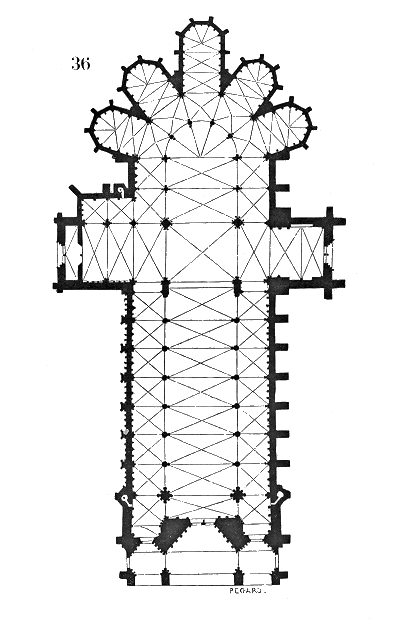
Plan.

| Longueur totale                          | 106 m   |
| Largeur de la nef                        | 9,10 m  |
| Largeur de la nef et des bas-côtés       | 21,55 m |
| Hauteur de la nef sous clef de voûte     | 24 m    |
| Hauteur des bas-côtés sous clef de voûte | 12 m    |
| Hauteur des tours                        | 70 m    |

## Description

### Le plan
La cathédrale a la forme d’une croix latine.

### La façade
La façade ouest est encadrée par deux flèches. À l'origine, la flèche nord était plus haute, mais les travaux de restauration au XIXe siècle les ont équilibrées. Trois portails s'ouvrent sur cette façade. Les deux portails latéraux supportent les flèches.
Au-dessus du portail central se trouve un tympan, dont les sculptures ont été détruites par les révolutionnaires, représente au sommet deux personnages : le Christ à droite qui couronne la Vierge, semblable à celui de la cathédrale de Paris ; en dessous des personnages derrière des sarcophages entourent la Vierge sur son lit de mort et lors de son Assomption.

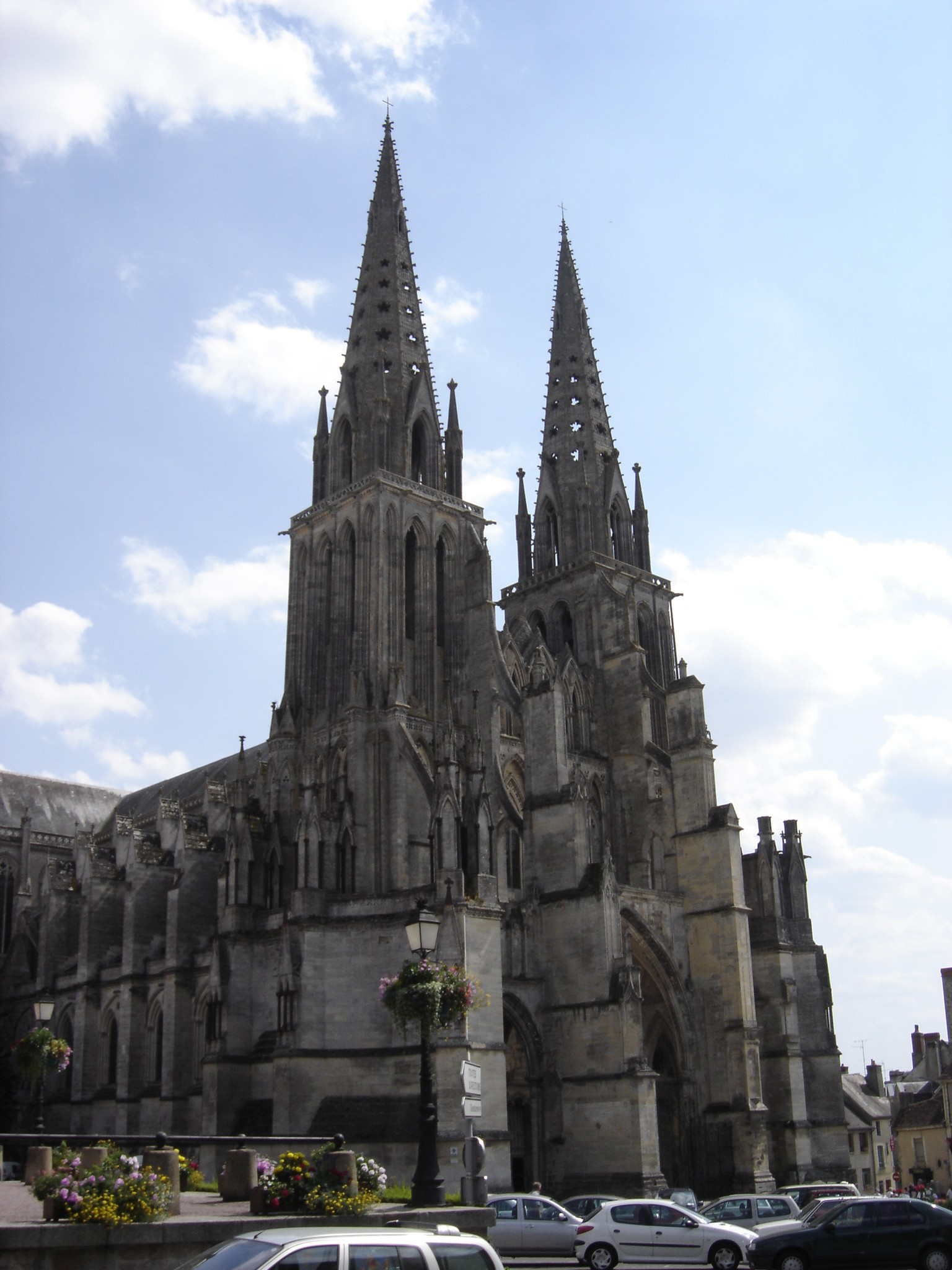
Les flèches de la façade occidentale.
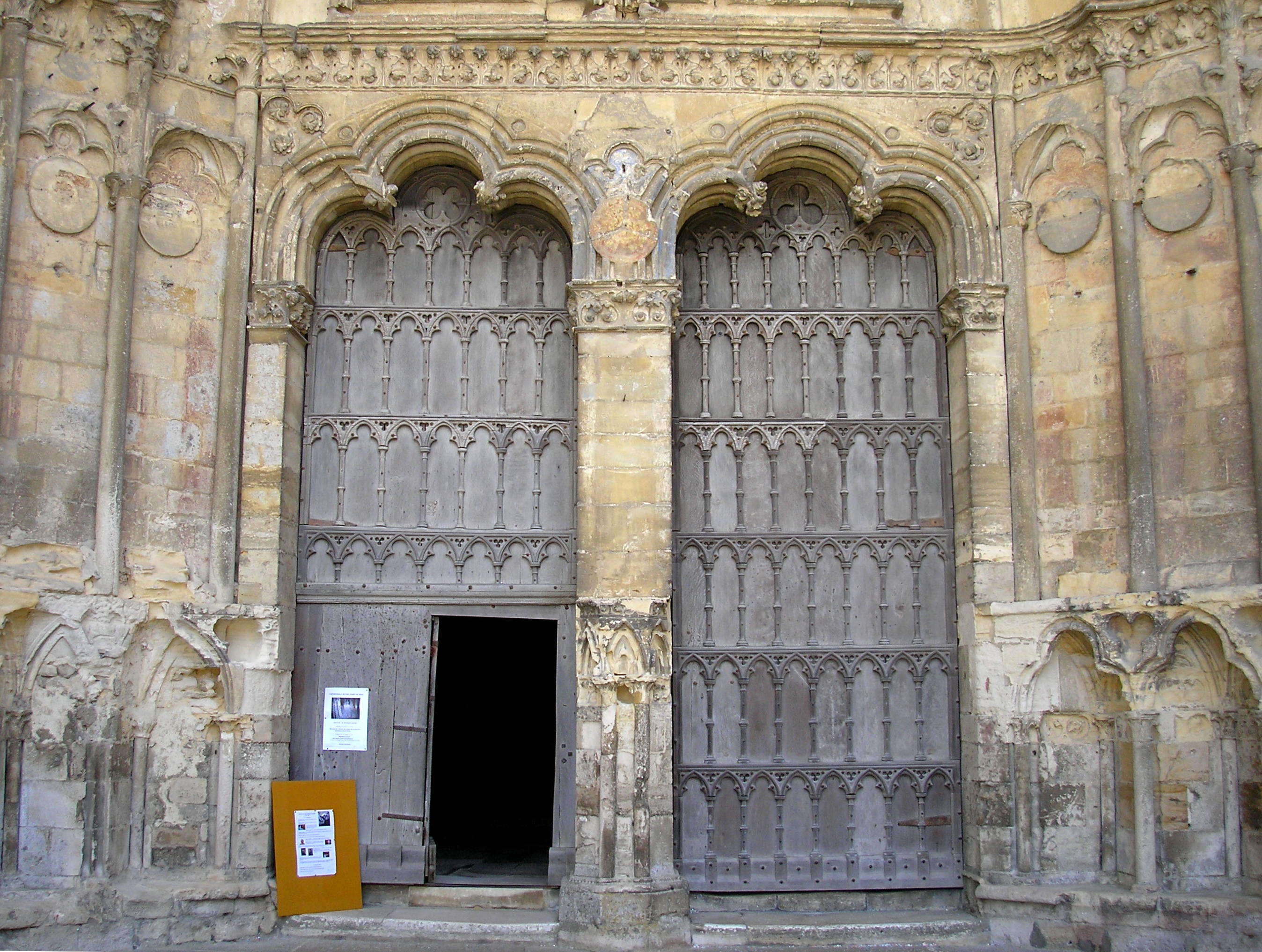
Le portail central.
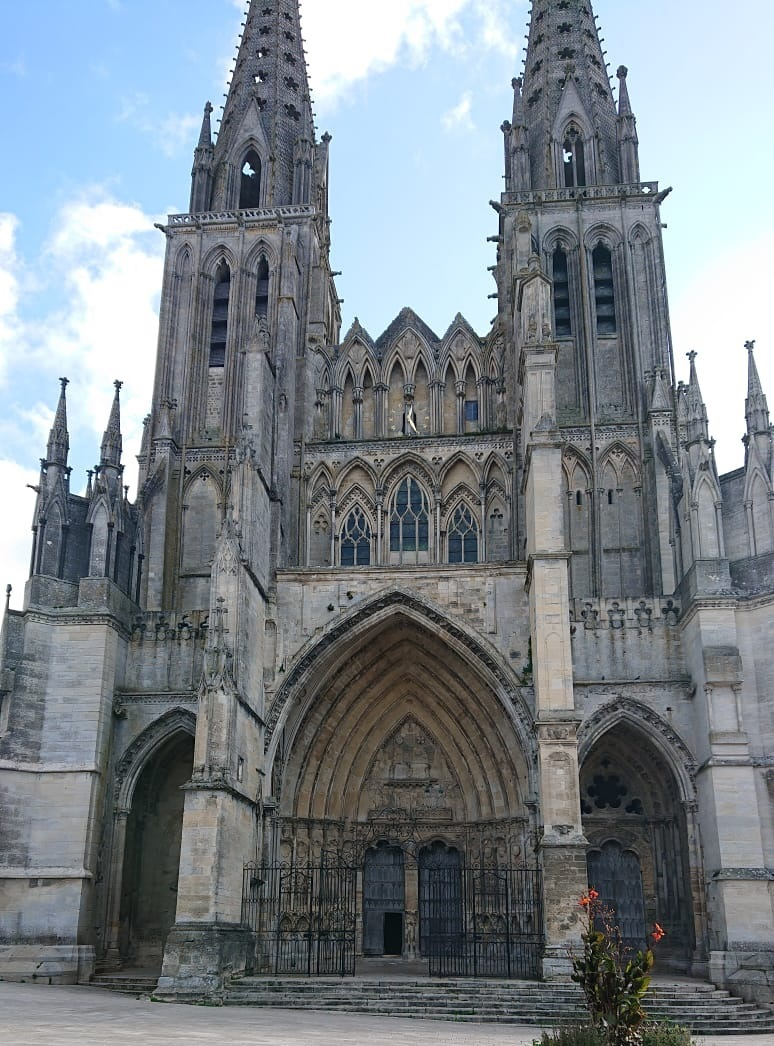
Façade.
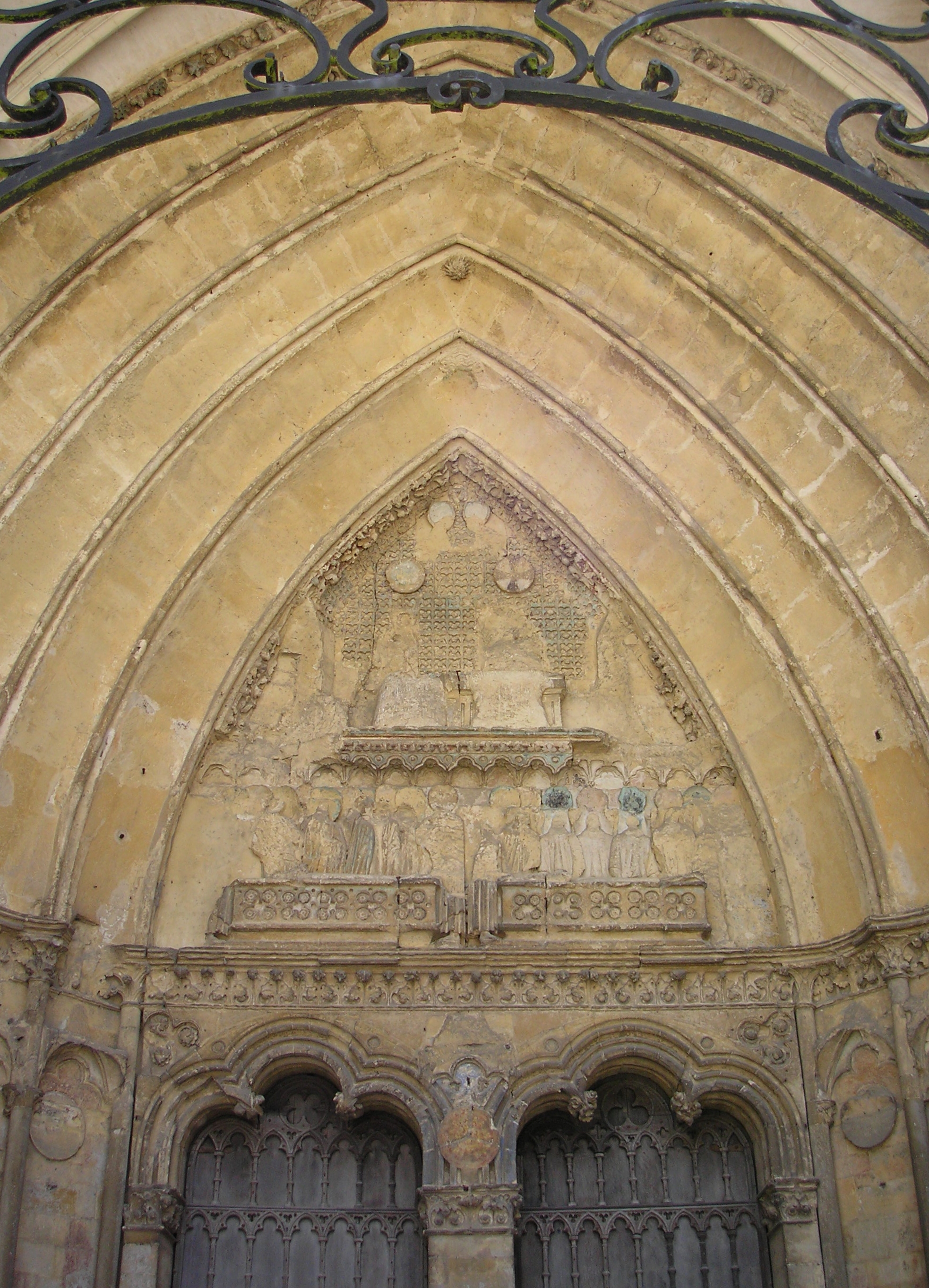
Tympan du portail central.

### La nef
La nef, longue de six travées, possède des bas-côtés. Elle reprend le vocabulaire de l'architecture normande. Elle se compose de trois niveaux : les grandes arcades, le triforium et l'étage des fenêtres hautes avec sa galerie de circulation.
Les écoinçons des grandes arcades sont chacun décoré d'un polylobe accosté de deux trèfles. La galerie du triforium consiste en un rang d'arc trilobés. Une frise de quatre-feuilles inscrits dans des carrés, décore le dessous de sa balustrade, et se répète à l'étage supérieur, alternés de motifs de feuillage.

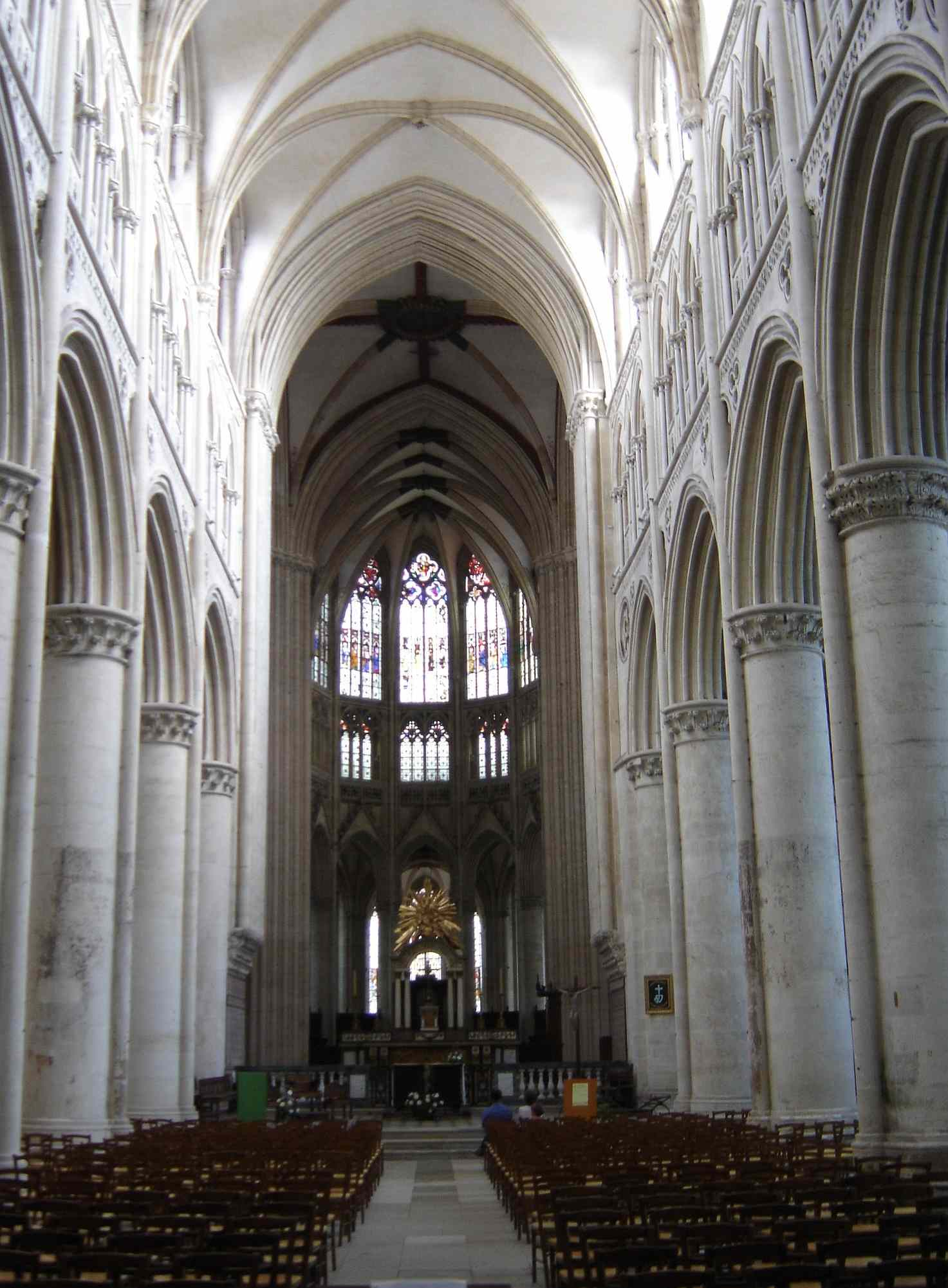
La nef vue du narthex.
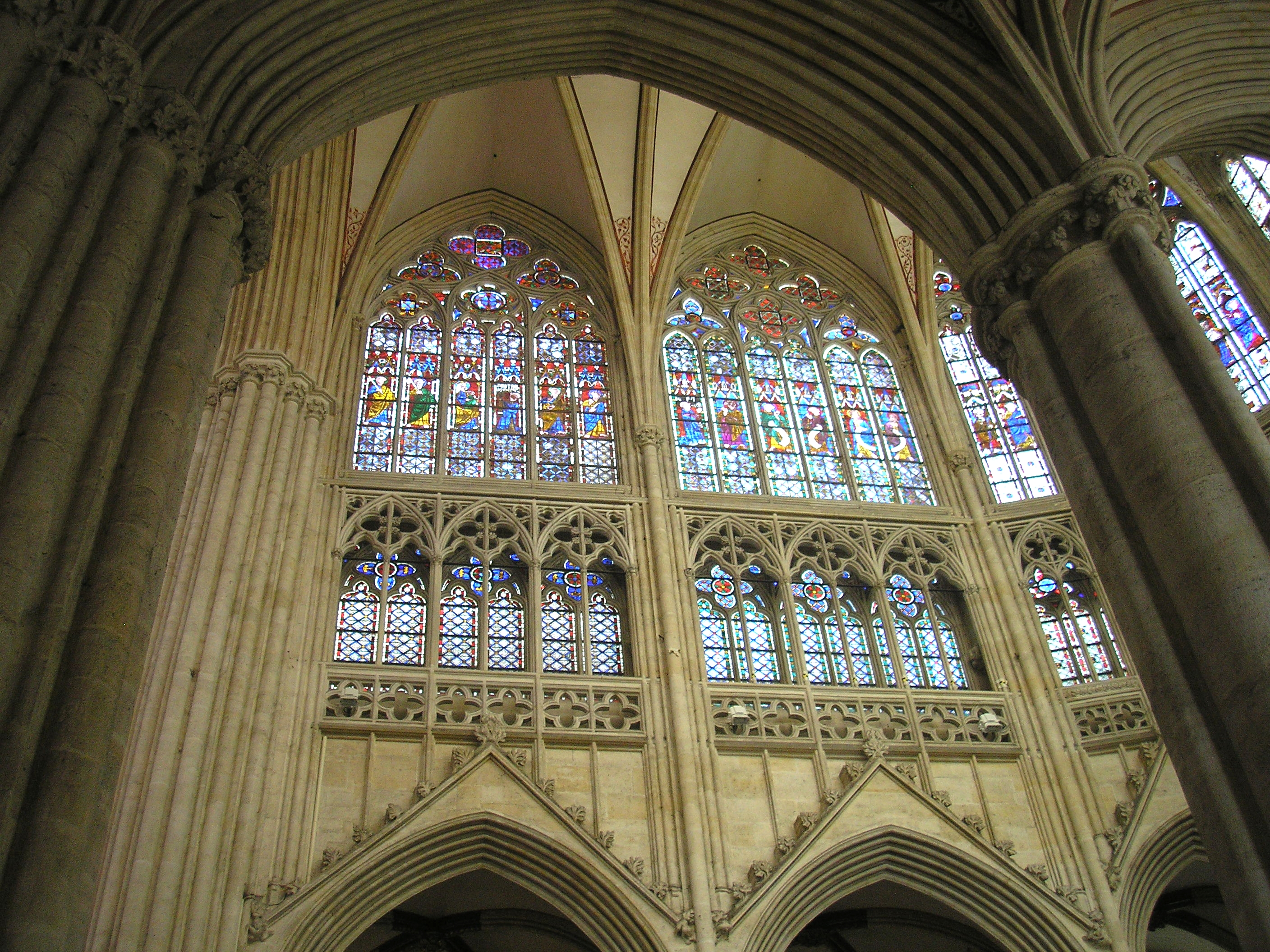
Le triforium.

### Le transept
Son transept est asymétrique. Le bras sud comporte deux travées tandis que le bras nord en compte trois ainsi qu’un bas-côté en relation avec le déambulatoire. Inspiré de l'art de l'Île-de-France, le transept est de style rayonnant.
- Le transept sud

La rosace sud ressemble à une roue, symbole du monde qui change constamment. Au centre se trouve Jésus-Christ, autour les douze apôtres et au-delà les vingt-quatre vieillards de l'Apocalypse. En dessous figurent dix personnages de l'Ancien Testament.
Le transept sud contient deux statues remarquables : « Le beau Dieu de Sées » en marbre blanc sculpté par l'atelier du Bernin et Notre-Dame de Sées, statue de marbre du XIVe siècle. Ces sculptures se trouvent à côté du puits de l'œuvre, restauré au XIXe siècle.
- Le transept nord

La rosace nord prend la forme d'un cristal de neige, avec une dominante de bleu. Au centre, Jésus en croix et autour six médaillons retraçant les apparitions de Jésus ressuscité : Jésus au bord du tombeau, les saintes femmes, Jésus et Marie-Madeleine, Jésus et saint Thomas, les disciples d'Emmaüs, le partage du pain. Dessous sont représentés des saints et évêques du diocèse : Loyer, Godegrand, Opportune, Céronne, Raven, Rasiphe, Cénery, Osmond, Raverein et Alnobert.
Le transept nord contient un autel Louis XIV, provenant du couvent des Cordeliers de Sées, un lutrin du XVIIIe siècle ainsi que deux orants réalisés par Étienne Leroux, ceux des évêques de Sées Charles-Frédéric Rousselet et François-Marie Trégaro. Il donne accès à une chapelle abritant les reliques de saint Latuin.

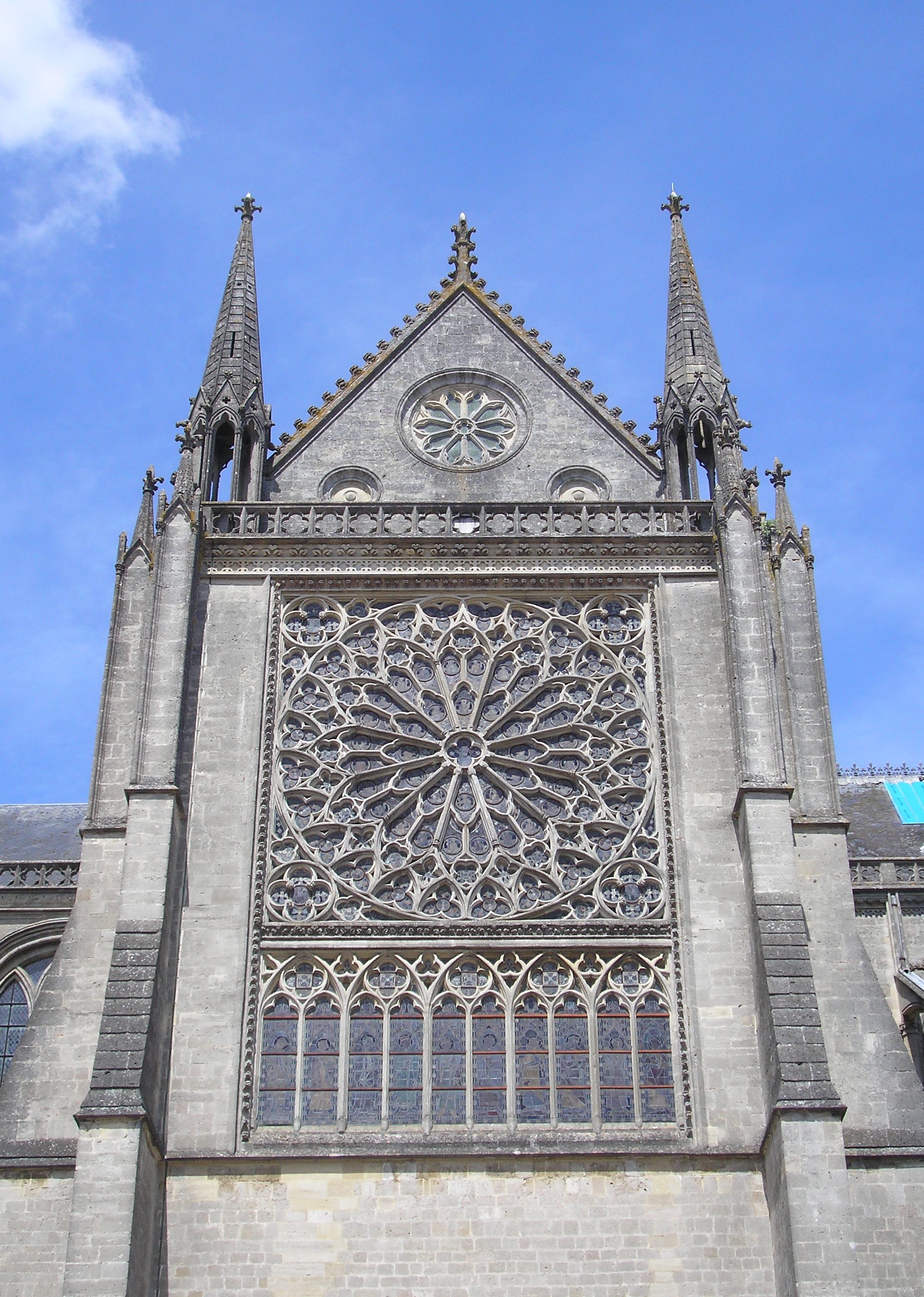
Vue du transept sud de l'extérieur.
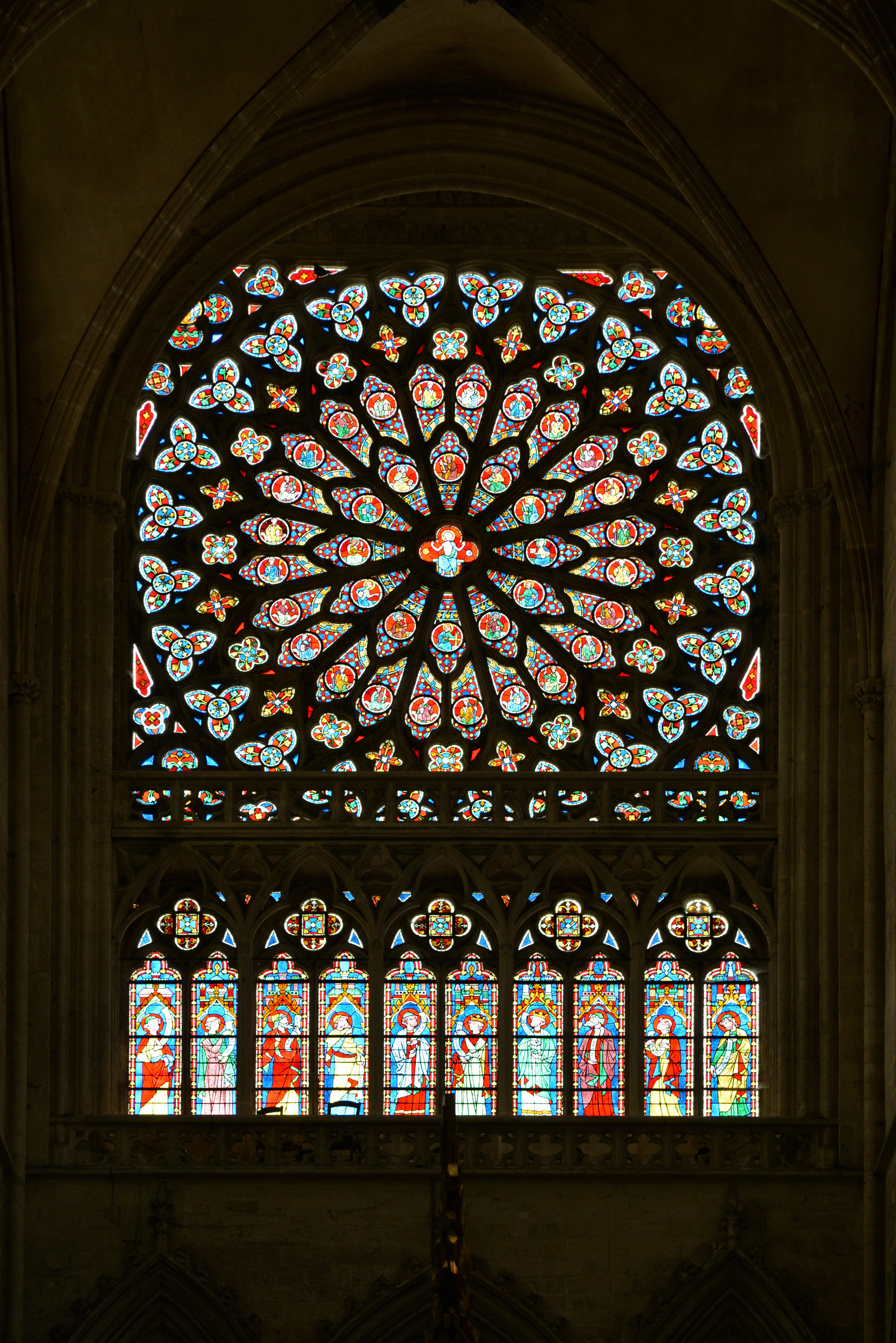
Rose sud.
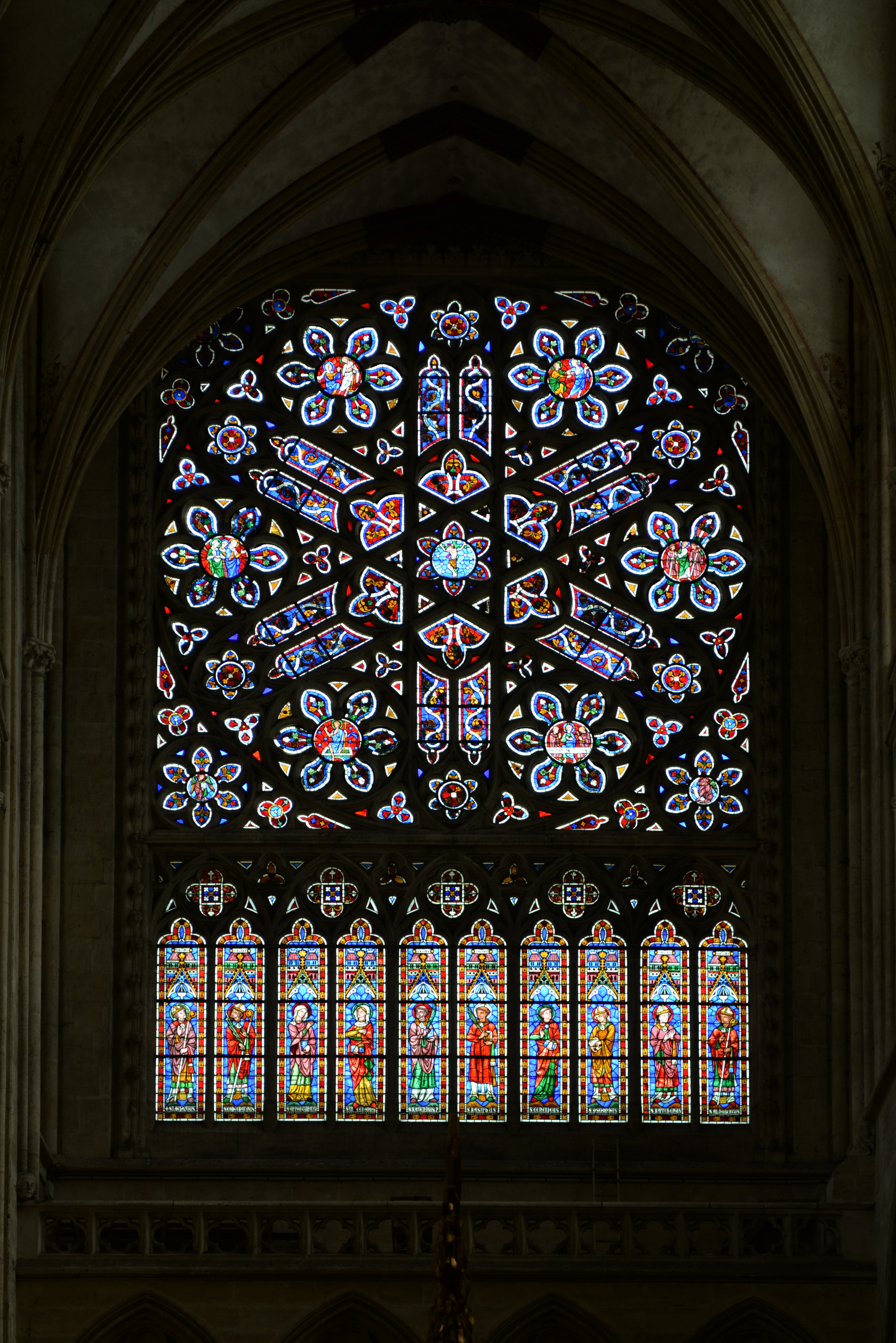
Rose nord.
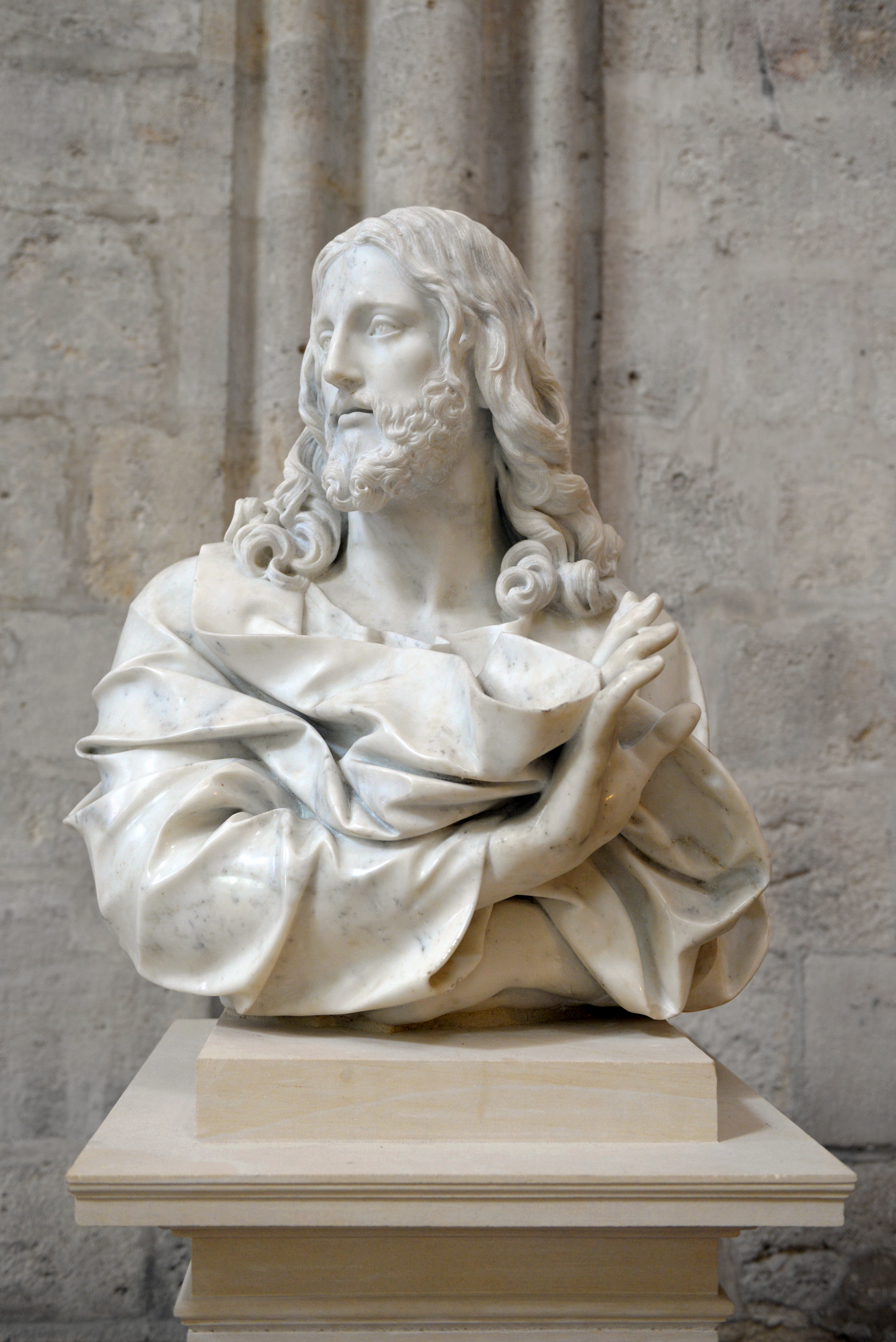
Le Beau Dieu de Sées.
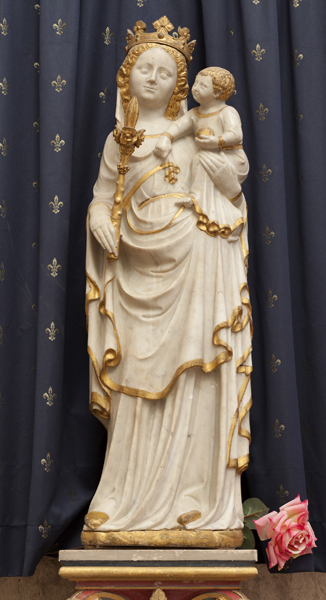
Vierge à l'Enfant.

### Le chœur et les chapelles rayonnantes
Le chœur est de style français plus que normand, constitué de deux travées et d’une abside à cinq pans. Il est entouré d’un déambulatoire qui dessert cinq chapelles rayonnantes.
Suivant le plan dressé en 1780 par l'architecte Brousseau, l'autel était situé au fond du chœur, tandis que les stalles des chanoines occupaient la croisée du transept et la première travée de la nef. L'évêque du Plessis d'Argentré modifie cette disposition en plaçant en 1786 à la croisée un nouveau maître-autel. Il comporte deux bas-reliefs : côté nef est figurée une mise au tombeau alors que côté arrière-chœur est représentée la découverte des saints Gervais et Protais.
L'arrière-chœur abrite soixante-douze stalles sculptées. Déposées en 1870 pour être restaurées par Ruprich-Robert, elles sont remontées en 1931, sous l'épiscopat d'Octave Pasquet.
- Les chapelles rayonnantes (du nord au sud)

1. chapelle Saint-Nicolas ;
2. chapelle Saint-Godegrand. Un vitrail le représente ainsi que sa sœur sainte Opportune. Elle abrite une statue moderne de sainte Thérèse de Lisieux, venue en pèlerinage dans la cathédrale ;
3. chapelle axiale du Saint-Sacrement dédiée à Notre-Dame-des-Champs ;
4. chapelle Saint-Augustin ;
5. chapelle Sainte-Madeleine. Elle est représentée sur un vitrail, aux pieds du Christ. Elle abrite les tombes de trois évêques de Sées : Claude Bardel représenté en gisant, Octave Pasquet et André Pioger.

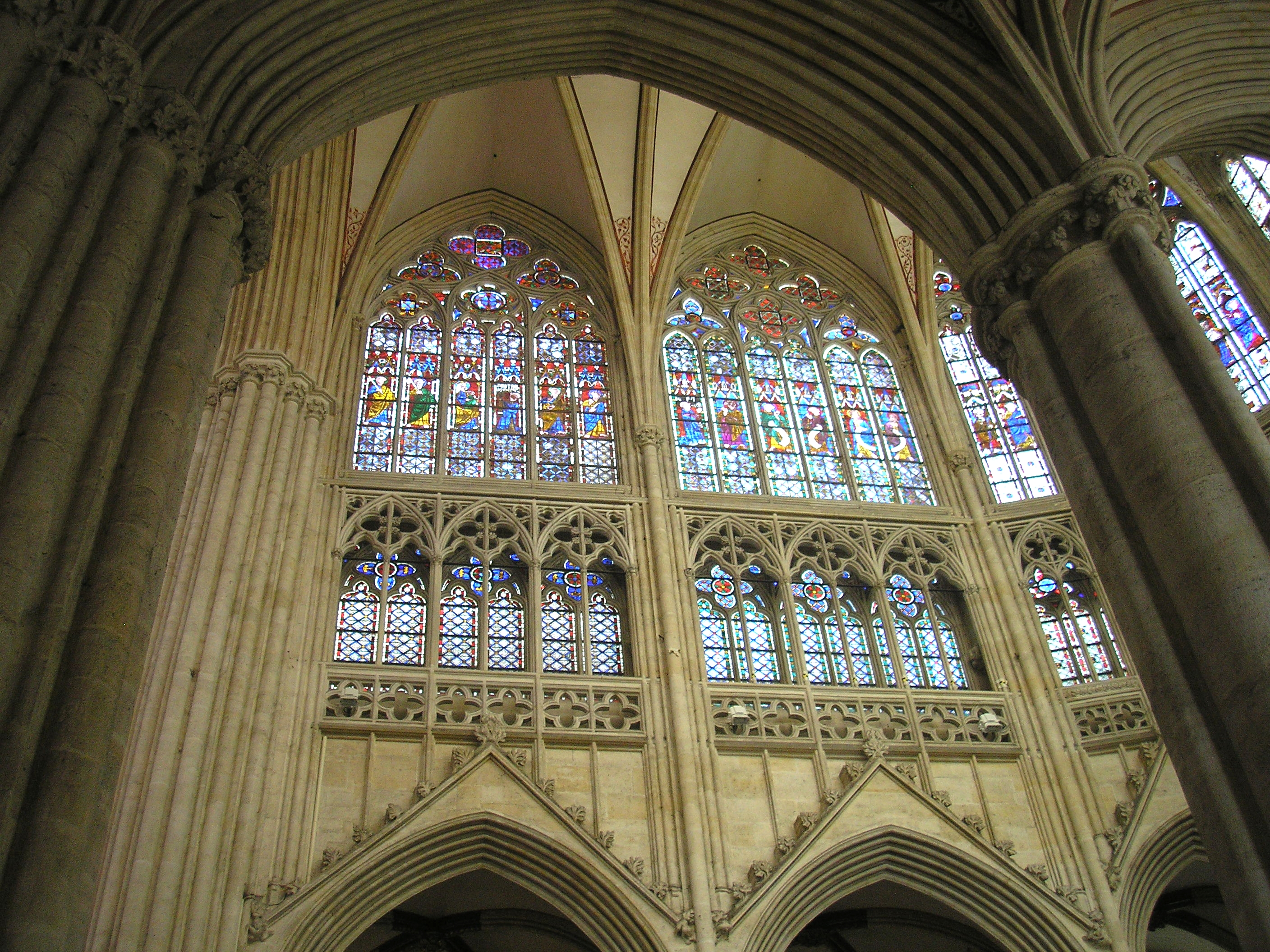
Le triforium et ses vitraux.
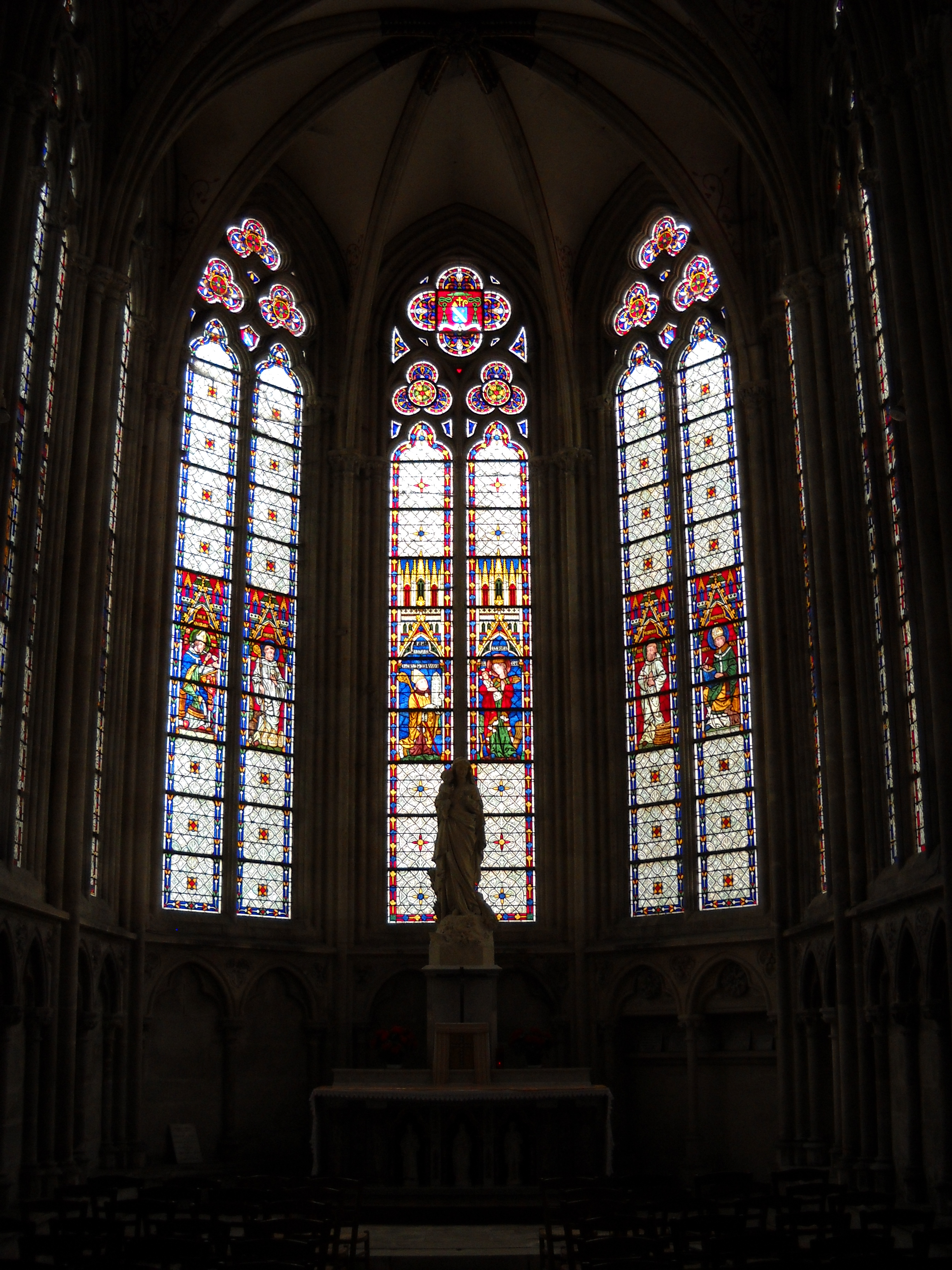
La chapelle du Saint-Sacrement.

### L'Ange de la Cathédrale
L'Ange de la Cathédrale est une sculpture réalisée en mai 2013 par le sculpteur statuaire Yannick Robert sur le parvis de la cathédrale Notre-Dame de Sées et offerte au diocèse de Sées.
La bénédiction de la sculpture a eu lieu le 5 juillet 2013 par Jacques Habert, évêque de Sées.

## Représentation de la cathédrale
La scène du couronnement du roi de France dans le film Jeanne d'Arc de Luc Besson y a été tournée.

## Musique

### L'orgue
Dépourvue d'orgue jusqu'en 1743, ce n'est qu'avec l'arrivée à l'évêché de Louis-François Néel de Christot (1740-1775) que la décision de l'acquisition d'un orgue est prise.
Un marché est passé le 12 janvier 1743 entre le chapitre de la cathédrale et Claude Parisot, facteur d'orgue lorrain, pour la fourniture de l'orgue. Suivant le devis, l'orgue de 29 jeux est réparti sur 4 manuels et un pédalier dont le chantier prévu de 14 mois s'élève à 4 000 livres. Le buffet d'orgue est une réalisation de Jacques Chapelain, menuisier à Argentan, suivant un marché passé le 24 janvier 1743 pour un montant de 1 500 livres. Cet orgue devait s'inspirer de celui de l'abbaye de Mondaye.
Réparé en 1812, il est démonté quatre ans plus tard pour être installé sur une nouvelle tribune. Les frères Louis et Robert Damiens relèvent l'instrument et modifient sa composition. L'instrument est inauguré le 18 mars 1869 par Franz-Aloys Klein, organiste de la cathédrale de Rouen.
Aristide Cavaillé-Coll établit un rapport en 1879 où il constate l'état de délabrement et propose la construction d'un nouvel instrument pour un montant de 45 000 francs. De 1881 à 1883, il réalise le nouvel orgue de 32 jeux et 40 rangs répartis sur 3 claviers et un pédalier. Il est inauguré le 18 janvier 1883 par Alexandre Guilmant, organiste de la Trinité de Paris.
Une restauration complète de l'orgue, après son arrêt pendant une dizaine d'années dû à la reconstruction des voûtes de la nef, est effectuée en 1910 par Charles Mutin, successeur d'Aristide Cavaillé-Coll à la tête de la Manufacture fondée par ce dernier et son père. Il est inauguré le 12 juillet 1910 par Louis Vierne, titulaire du grand orgue de la cathédrale Notre-Dame de Paris. Il est relevé en 1937 par l'entreprise Pleyel.
De 1969 à 1972, Louis Benoist et Pierre Sarélot, facteurs au Mans, relèvent et agrandissent l'orgue de Cavaillé-Coll, le faisant passer de 32 à 38 jeux. Il est inauguré le 7 mai 1972 par Georges Robert, organiste de l'église Notre-Dame de Versailles.
L'orgue est à nouveau restauré de 2005 à 2009 par les frères Robert de Nantes et inauguré le 20 juin 2009 par Olivier Latry, organiste titulaire de Notre-Dame de Paris.
Le buffet d'orgue de 1743 réalisé par Jacques Chapelain fait l’objet d’un classement au titre des monuments historiques depuis le 24 mars 1976,,.
L'orgue possède donc aujourd'hui 38 jeux sur trois claviers manuels et un pédalier. Les transmissions (notes et registres) sont mécaniques. Le nombre de tuyaux reste à préciser.
Composition
| I. Positif 56 notes |
| Bourdon 8'          |
| Salicional 8'       |
| Prestant 4'         |
| Doublette 2'        |
| Tierce 1 3/5'       |
| Larigot 1 1/3'      |
| Plein Jeu V         |
| Cromorne 8'         |

| II. Grand-Orgue 56 notes |
| Bourdon 16'              |
| Bourdon 8'               |
| Montre 8'                |
| Flûte à fuseau 8'        |
| Flûte à cheminée 4'      |
| Prestant 4'              |
| Nazard 2 2/3'            |
| Doublette 2'             |
| Tierce 1 3/5'            |
| Fourniture V             |
| Cymbale IV               |
| Bombarde 16'             |
| Trompette 8'             |
| Clairon 4'               |

| III. Récit expressif 56 notes |
| Flûte harmonique 8'           |
| Viole de gambe 8'             |
| Voix céleste 8'               |
| Flûte octaviante 4'           |
| Dessus Cornet V               |
| Trompette 8'                  |
| Basson-Hautbois 8'            |
| Voix humaine 8'               |

| Pédale 30 notes  |
| Contrebasse 16'  |
| Soubasse 16'     |
| Bourdon 8'       |
| Basse ouverte 8' |
| Flûte 4'         |
| Bombarde 16'     |
| Trompette 8'     |
| Clairon 4'       |

### Organistes
- Georges Trouvé, de 1937 à 2008
- Guy Robineau, de 2008 à 2017
- Thibault Bitchené, à partir de 2018

Un festival d'orgue, créé en 2009 par Guy Robineau, permet tous les étés d'accueillir des organistes du monde entier.

### Cloches
Trois nouvelles cloches ont été bénies le 27 septembre 2015 par l'évêque de Séez Jacques Habert. Fondues par la fonderie Cornille-Havard à Villedieu-les-Poêles-Rouffigny, les gravures sont de l'artiste ornais Marc-Antoine Orellana. Le coût de l'opération a été de 130 000 €.
| Nom              | Masse             | Diamètre à la base | Note   | Parrains et Marraines                            | Dédicace                                                                         | Tour      | Année | Fondeur                  | Illustration |
| ---------------- | ----------------- | ------------------ | ------ | ------------------------------------------------ | -------------------------------------------------------------------------------- | --------- | ----- | ------------------------ | ------------ |
| Pia              | 3 162 kg          | 173 cm             | si b 2 | Francisque de Corcelle Jeanne Marie Fontenilliat |                                                                                  | tour sud  | 1851  | Ernest Bollée            |              |
| Marie-Thérèse    | 2 302 kg          |                    | do 3   | comte d'Albon comtesse d'Albon                   |                                                                                  | tour sud  | 1838  |                          |              |
| Jeanne-Marie     | 1 570 kg          |                    | ré 3   | Charles-Frédéric Rousselet ...                   |                                                                                  | tour sud  | 1851  | Ernest Bollée            |              |
| Saint-Jean-Eudes | 1 312 kg          |                    | mi b 3 | Charles Soro Marie-Paule Fruchard                | « Venez vous reposer dans mon cœur nous dit Jésus. Je vous rendrai ... »         | tour nord | 2015  | Fonderie Cornille-Havard |              |
| Saint-Latuin     | 983 kg            |                    | fa 3   | Joseph Raingeard Jeanne-Marie Maillard           | « Les évêques sont les prières ... dispensateurs des mystères ... »              | tour nord | 2015  | Fonderie Cornille-Havard |              |
| Famille-Martin   | 769 kg            |                    | sol 3  | Michel Biou Madeleine Biou                       | « La famille, cette beauté qui nous rapproche de la beauté infinie qui est ... » | tour nord | 2015  | Fonderie Cornille-Havard |              |
| Total            | Masse : 10 098 kg |                    |        |                                                  |                                                                                  |           |       |                          |              |